# Megabit
Megabit je mjerna jedinica za količinu podataka iznosa milijun bita, nastala korišteǌem SI predmetka mega ispred jedinice bit. Označava se s Mbit (ili Mb).
1 megabit = 1000 kilobita =  1 000 000 bita.
Ako se uzme da je duǉina bajta 8 bita, tada stoji:
1 megabit = 1 000 000 bita = 1000000/8 bajta = 125 000 bajta ili 125 kilobajta (kB) ili približno 122 kibibajta (KiB).
Postoji i slična mjerna jedinica mebibit
1 mebibit = 1024 kibibita = 10242 bita = 1 048 576 bita
Megabiti se obično koriste kod prijenosa podataka u mreži ili telekomunikacijskom sustavu. Učestalost prijenosa podataka se označava s Mbit/s (megabit u sekundi).